# Parque Nacional La Malinche
Parque Nacional La Malinche är en nationalpark i Mexiko. Den ligger i den sydöstra delen av landet, 120 km öster om huvudstaden Mexico City. Parque Nacional La Malinche ligger 3 605 meter över havet.